# Mensango
Mensango is een bestuurslaag in het regentschap Merangin van de provincie Jambi, Indonesië. Mensango telt 999 inwoners (volkstelling 2010).